# Limerick Women's Football Club
Maillots
Actualités
Le Limerick Women's Football Club (en irlandais : Cumann Peile Luimnigh na mBan) est un club féminin de football basé à Limerick et évoluant dans le championnat d'Irlande féminin de football. Le club est la section féminine du Limerick Football Club. L'équipe intègre la première division du championnat irlandais en 2018 mais la pratique féminine du football est organisée au sein de l'association dès 1973.

## Histoire
Au début des années 1970, le Limerick Football Club organise une équipe féminine au sein de l'association. Cette équipe est invitée en 1973 à participer à un premier championnat féminin organisé sur le territoire irlandais. Le Limerick WFC fait donc partie des douze équipes fondatrices de la nouvelle compétition. Les autres équipes sont des émanations des équipes masculines qui disputent le championnat d'Irlande : Dundalk, Finn Harps, Cork Celtic et Sligo Rovers et des équipes spécifiquement féminines Benfica Women's Soccer Club, Evergreen basée à Kilkenny, Avengers de Dublin, Cahir Park de Tipperary et trois équipes de Galway Beejays, Happy Wanderers et les Wasps. La compétition débute en mars 1973 et les équipes jouent des matchs avec des mi-temps de 35 minutes. Limerick remporte la compétition terminant le championnat invaincue en quinze rencontres. Au terme de la saison, le club de Limerick joue un match amical contre les Françaises du Stade de Reims. Elles perdent cette rencontre 3 buts à 1 à Market Fields
Le club intègre aussi la Limerick Women's & Schoolgirls' Soccer League nouvellement formée. C'est sous ces couleurs que les meilleures éléments de ce championnat participe à des compétitions interligues, puis à partir de 2011 à la coupe d'Irlande féminine de football.
En 2018, en réponse à la volonté de la FAI d'augmenter le nombre d'équipes au sein du championnat d'Irlande, Limerick fait acte de candidature. Une nouvelle structure affiliée au Limerick Football Club masculin est créée pour l'occasion. Lors de la première saison Limerick termine à la septième place laissant seulement Kilkenny United WFC derrière elles.

## Palmarès
- Ladies League of Ireland
  - Vainqueur en 1973.
- Coupe d'Irlande
  - Vainqueur en 1973.